# مدارد
مدارد (به آلمانی: Medard) یک شهر در آلمان است که در Lauterecken-Wolfstein واقع شده‌است.